# Адам Франс ван дер Мейлен
Адам Франс ван дер Мейлен, Мелен (нід. Adam Frans van der Meulen; 11 січня 1632, Брюссель, Іспанські Нідерланди — 15 жовтня 1690, Париж, Французьке королівство) — фламандський живописець, рисувальник (у тому числі ак) і гравер, більшу частину життя працював у Франції; майстер батального жанру, видатний представник стилю Людовіка XIV.
Був старшим із семи дітей нотаріуса Пітера ван дер Мейлена та його другої дружини Марії ван Стеенвеген. Учень Пітера Снайєрса, який зумів перевершити свого вчителя. Писав полювання, табори, облоги, битви та з особливим мистецтвом коней.
Французький меценат Кольбер запросив цього художника до себе, помістив його у своєму будинку та замовляв йому багато картин, а також представив його королеві Людовіку XIV. Художник супроводжував короля в походах і писав з натури міста, які тоді брали в облогу французи. Став наставником художника-баталіста Жана-Батиста Мартена. Уславлений Лебрен видав за нього свою племінницю. Багато художників гравірували з картин ван дер Мейлена; всі його великі сюжети були виткані на паризькій мануфактурі Гобеленова.
Його брат Пітер був скульптором і жив в Англії.